# Lætitia Denis
Lætitia Owona Anaba-Denis (* 4. Februar 1988 in Yaoundé) ist eine französische Leichtathletin.

## Laufbahn
Die in Kamerun geborene Französin startete bei den Leichtathletik-Jugendweltmeisterschaften 2005 im Siebenkampf, in dem sie mit 5.402 Punkten den sechsten Platz erreichte. Bei den Leichtathletik-Juniorenweltmeisterschaften 2006 lief sie die 400 Meter Hürden und in der französischen 4-mal-400-Meter-Staffel ohne die Finals zu erreichen. 2007 gewann sie bei den Leichtathletik-Junioreneuropameisterschaften 2007 im 100-Meter-Hürdenlauf die Silbermedaille und erreichte mit der 4-mal-400-Meter-Staffel den vierten Platz. Außerdem nahm sie an der Universiade 2007 teil.
Bei der Universiade 2009 gewann sie mit 4-mal-100-Meter-Staffel mit Ayodelé Ikuesan, Amandine Elard und Lucienne M'belu die Bronzemedaille und erreichte über 100 Meter Hürden den siebten Platz. Bei den Leichtathletik-U23-Europameisterschaften 2009 startete sie wieder auf der 400-Meter-Hürden-Distanz, verpasste aber den Endlauf.
Bei den Europameisterschaften 2010 in Barcelona war sie Mitglied der französischen 4-mal-400-Meter-Staffel, wurde aber nur im Vorlauf eingesetzt. Ihren größten internationalen Erfolg erreichte sie 2011. Bei den Halleneuropameisterschaften in Paris gewann sie gemeinsam mit Muriel Hurtis, Marie Gayot und Floria Gueï die Bronzemedaille.
Bei den Französischen Meisterschaften 2012 vergaß ein Schiedsrichter im 400-Meter-Hürden-Halbfinale aus dem vorherigen Lauf einen Startblock auf ihrer Bahn. Dadurch verpasste sie das Finale und die Qualifikation für die Leichtathletik-Europameisterschaften 2012 und die Olympischen Spiele 2012. Ihr Protest war ohne Erfolg.

## Bestzeiten
- 100 m Hürden 13,32 s Narbonne 29. Juli 2007
- 400 m Hürden 57,60 s Peking 25. Juli 2009

Halle:
- 60 m Hürden 8,38 s Paris 12. Februar 2005
- 400 m 53,29 s Paris 28. Februar 2010